# Iêda Maria Vargas
Iêda Maria Brutto Vargas (Porto Alegre, 31 de diciembre de 1944) es una exmodelo y reina de belleza brasileña. Fue ganadora de Miss Brasil 1963 y Miss Universo 1963 siendo la primera reina de origen brasilero en obtener el título de Miss Universo.

## Biografía
En su adolescencia le gustaba jugar al fútbol con sus tres hermanos, Vargas ganó su primer título de la belleza en 1962 a los 17 años, como reina de la piscina de Rio Grande do Sul, después de ser Miss Señorita Porto Alegre y Rio Grande do Sul. El 22 de junio de 1963 fue elegida Miss Brasil en el concurso realizado en Río de Janeiro, derrotando a 24 candidatas. Vargas fue madrina de tropas gauchas que navegaron a Franja de Gaza en la que se encontraban contingentes del Batallón 13 de Suez del ejército brasileño, pocos días después de su coronación.

### Miss Universo
Un mes después, el 20 de julio en Miami Beach, fue elegida Miss Universo. El actor británico Peter Sellers, uno de los miembros del jurado, fue un factor decisivo para la victoria.
En el baile de coronación después de la competición, en la que el mambo, la samba y la rumba se tocaba, hizo su primer baile en público como Miss Universo con un compañero y actor Dana Andrews.
Tras su regreso a Brasil poco después de la conquista, fue recibida por millones de personas a lo largo de las calles de Río de Janeiro y Porto Alegre, su ciudad natal. A principios de su mandato, sin embargo, tuvo algunos problemas, que requieren las negociaciones entre su padre y los organizadores del concurso para que pudiera permanecer por un año en los Estados Unidos. Sus padres se les permitía vivir en la ciudad con su madre Ieda y se convirtió oficialmente en su compañero de varios viajes alrededor del mundo.
Durante su reinado, visitó 21 países y viajó más de 400.000 km, incluyendo un largo viaje a Australia en febrero de 1964, pocos meses antes del final de su mandato, fue hospitalizada en Nueva York, debido a una bronquitis. En ese momento, había sido acusada de robar cinturones y pantalones de una tienda en Miami, por un valor de $ 24 dólares, situación que la llevó a ser detenida, no se realizaron cargos porque se trató de un malentendido provocado por problemas de comunicación entre diferentes idiomas. El hecho, desconocido en Brasil, llegó a ser informado en la prensa de EE. UU.
Su reinado terminó el 1 de agosto de 1964, su sucesora fue la representante griega Corinna Tsopei.

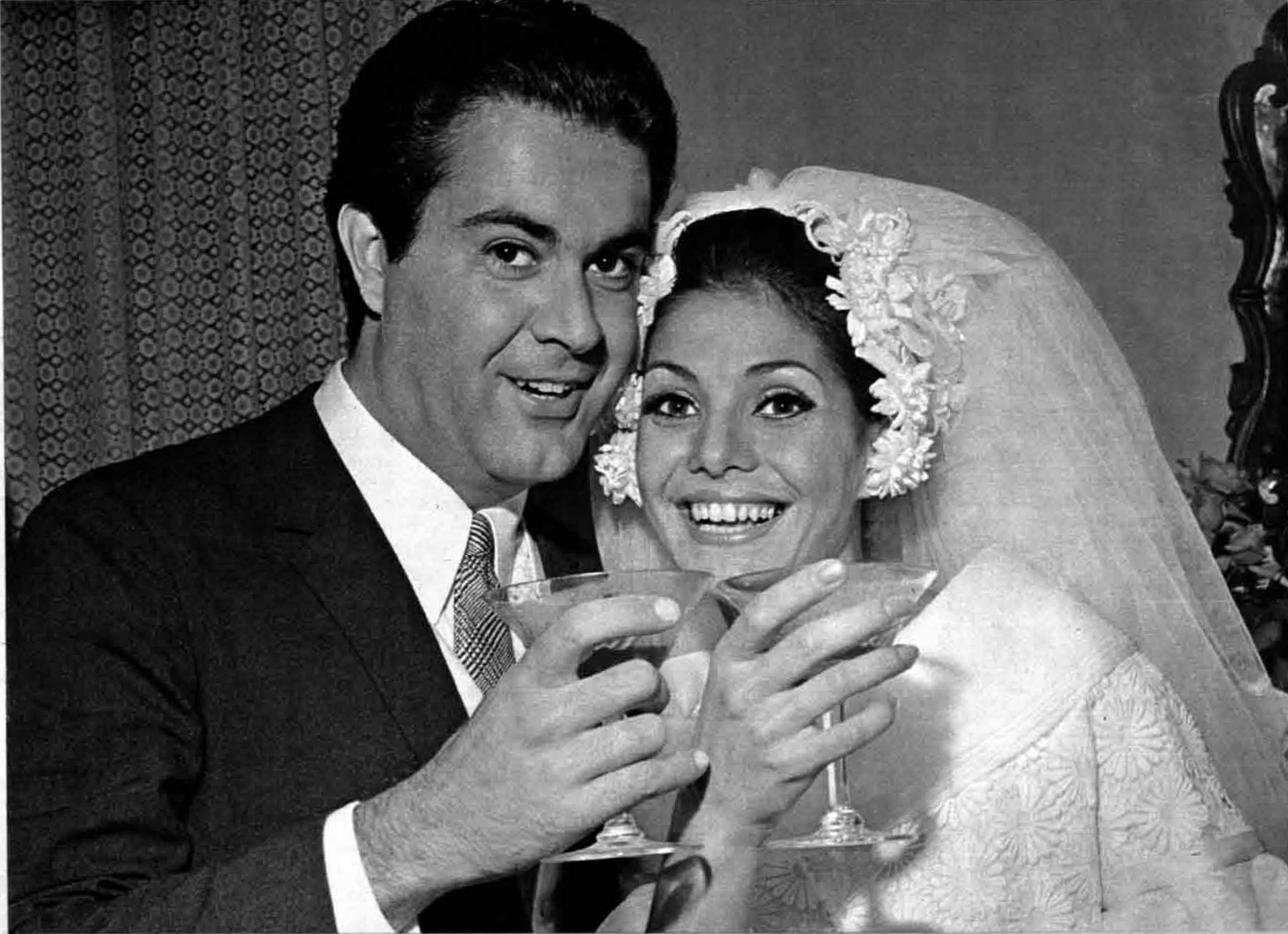
El matrimonio de Vargas con José Carlos Athanásio

Vargas vivió en Miami durante algunos años y en 1968 se casó con José Carlos Athanázio, con quien tuvo dos hijos.